# Atletismo nos Jogos Pan-Americanos de 1955 - Lançamento de dardo feminino
A prova do lançamento de dardo feminino nos Jogos Pan-Americanos de 1955 foi realizada na Cidade do México, México.

## Medalhistas
| Ouro                              | Prata                      | Bronze                              |
| Karen Anderson USA Estados Unidos | Estella Puente URU Uruguai | Amelia Wershoven USA Estados Unidos |

## Resultados
| Posição           | Nome              | Nacionalidade      | Marca | Notas |
| ----------------- | ----------------- | ------------------ | ----- | ----- |
| Medalha de ouro   | Karen Anderson    | USA Estados Unidos | 49.15 |       |
| Medalha de prata  | Estella Puente    | URU Uruguai        | 43.43 |       |
| Medalha de bronze | Amelia Wershoven  | USA Estados Unidos | 43.06 |       |
| 4                 | Marjorie Larney   | USA Estados Unidos | 40.52 |       |
| 5                 | Carmen Venegas    | CHI Chile          | 40.10 |       |
| 6                 | Anneliese Schmidt | BRA Brasil         | 39.14 |       |
| 7                 | Berta Chiú        | MEX México         | 36.69 |       |
| 8                 | Rosa Gudiño       | MEX México         | 34.56 |       |